# Robert Nuck
Robert Nuck, född den 6 januari 1983, är en tysk kanotist.
Han tog bland annat VM-guld i C-4 1000 meter i samband med sprintvärldsmästerskapen i kanotsport 2006 i Szeged.